# Station Denekamp
Station Denekamp was het beginstation van de voormalige tramlijn Oldenzaal - Denekamp. Het station van Denekamp werd geopend op 19 juli 1903. Met ingang van 15 mei 1936 werd het personenvervoer beëindigd. Het goederenvervoer volgde op 23 juli 1942.

Thans is het gebouwtje in gebruik als atelier voor een edelsmid.
0,0: Oldenzaal AS ·
1,0: Bentheimerstraat (Stad) ·
4,1: Rossum ·
5,6: Volthe ·
7,9: Beuningen ·
9,0: Dinkeloord ·
10,0: Denekamp
Almelo · 
-De Riet · 
Borne · 
Daarlerveen · 
Dalfsen · 
Delden · 
Deventer · 
-Colmschate · 
Enschede · 
-De Eschmarke · 
-Kennispark · 
Glanerbrug · 
Goor · 
Gramsbergen · 
Hardenberg · 
Heino · 
Hengelo · 
-Gezondheidspark ·
-Oost · 
Holten · 
Kampen · 
-Zuid ·
Mariënberg · 
Nijverdal · 
Oldenzaal ·
Olst · 
Ommen · 
Raalte ·
Rijssen · 
Steenwijk · 
Vriezenveen · 
Vroomshoop · 
Wierden · 
Wijhe · 
Zwolle · 
-Stadshagen
Stations van de Museum Buurtspoorweg:
Haaksbergen · Zoutindustrie · Boekelo

Voormalige stations: zie de lijst van voormalige spoorwegstations in Overijssel